# Shea Whigham
Shea Whigham (* 5. ledna 1969 Tallahassee) je americký herec. Jeho otec byl advokátem, zatímco matka pracovala jako školní knihovnice. Studoval na Newyorské státní univerzitě v Purchase. Později se usadil v New Yorku, kde spolu se svým kamarádem Kirkem Acevedem založil divadelní soubor The Rorschach Group. V roce 1997 dostal epizodní roli v seriálu Ghost Stories a následujícího roku se představil ve filmu Of Love & Fantasy. Větší roli dostal roku 2000 ve snímku Tábor tygrů. Později hrál v řadě dalších filmů a seriálů. V letech 2010 až 2014 hrál Eliase Thompsona v seriálu Impérium – Mafie v Atlantic City. V roce 2018 hrál agenta Mitche Deckera v seriálu Waco. Mezi filmy, v nichž hrál, patří například Legendy z Dogtownu (2005), Vlk z Wall Street (2013) a Kong: Ostrov lebek (2017).